# 執行官
執行官（しっこうかん、bailiff）は、日本における単独制の司法機関で、地方裁判所に置かれる人。民事執行手続において、自ら執行機関として、また執行裁判所の補助機関として業務を行ったり、訴状等の送達（執行官送達）を行ったりする。

## 地位
特別職の国家公務員で地方裁判所の監督下にあり、裁判所職員である（裁判所法62条）。
裁判所の管轄下にありながら、執行処分によって得る手数料による一種の独立採算制である。
慣例として裁判所書記官経験者が就任するケースが多い。定年は70歳とされている。
不定期に募集される執行官採用試験によって民間から採用の途があるが人数は少ない。
なお執行官採用試験の受験資格は
- 行政府の一定の行政職（国家と地方は問わず）
- 弁護士，弁理士，司法書士又は不動産鑑定士
- 銀行，長期信用銀行，信用金庫，労働金庫又は信用協同組合

の実務経験10年以上である者とされている。

## 職務
民事執行手続のうち、不動産執行においては、執行裁判所の命令を受けて現況調査を行ったり（民事執行法57条）、売却に際して入札・開札の手続を主宰したりする（民事執行規則38条以下）など、執行裁判所の補助機関として職務を行う。
動産執行や、物の引渡し・明渡しの強制執行においては、執行官が執行機関となる（民事執行法122条、168条、169条）。したがって、債務名義を取得し、執行文の付与を受けた債権者は、執行官に対して強制執行の申立てをすることとなる。
執行官は、民事執行法上の職務を執行する際に抵抗を受けるときは、その抵抗を排除するために、威力を用い、又は警察上の援助を求めることができる（民事執行法6条1項）。
その他、送達（民事訴訟法99条1項）など法令において執行官が取り扱うべきものとされている事務や、裁判所の裁判（執行官に建物を収去させることができる旨の授権決定など）により執行官が取り扱うべきものとされた事務を行う（執行官法1条）。

## 沿革

### 法の変遷
- 1890年（明治23年） - ドイツ法を参考にし、裁判所構成法を制定。執達吏と呼ばれる
- 1947年（昭和22年） - フランス法を参考にし、裁判所法を制定。執行吏と呼ばれる
- 1966年（昭和41年） - 執行官法を制定。執行官と呼ばれる

### 執行官法への改正理由
執行官法が制定されるまでは、執務場所を設け（役場制）、債権者が任意に執行吏を選択でき（自由選択制）、執行後は手数料をもらう（手数料制）形態であった。しかし、執行吏の職務執行において、徴収の優秀な執行吏に依頼が集中し、特定の執行吏が過労ないし過酷な状態となる、債権者が常に同じ執行吏に依頼することにより癒着的になる、執行に際して手続の流れが分かりにくい（不明朗）などの問題があった。そのため、執行官法では、手数料制のみを残して、地方裁判所の庁舎内で執務するものとし（裁判所法62条）、同一裁判所に属する事務の分配は裁判所が決定するもの（執行官法2条2項）と定めた。